# Obryta
Obryta [ɔˈbrɨta] là một ngôi làng thuộc khu hành chính của Gmina Warnice, thuộc hạt Pyrzyce, West Pomeranian Voivodeship, ở phía tây bắc Ba Lan. Nó nằm khoảng 5 kilômét (3 mi)   phía tây nam của Warnice, 11 km (7 mi) về phía đông bắc Pyrzyce và 34 km (21 mi) về phía đông nam của thủ đô khu vực Szczecin.
Ngôi làng có dân số khoảng 250 người.